# 印第奧丘陵 (加利福尼亞州)
印第奧丘陵（英語：Indio Hills）是位於美國加利福尼亞州河濱縣的一個人口普查指定地區。

## 地理
印第奧丘陵的座標為33°50′30″N 116°14′53″W / 33.84167°N 116.24806°W，而該地最高點為海拔高度310米（即1017英尺）。

## 人口
根據2010年美國人口普查的數據，印第奧丘陵的面積為55.715平方千米，均為陸地。當地共有人口972人，而人口密度為每平方千米17人。